# 黃景泰
黃景泰（1965年11月5日—），基隆市人，中華民國政治人物，曾任基隆市議長、基隆市議員（第6選區「暖暖區」)。

## 生平
2013年初，以個人名義主辦黃色小鴨展。12月26日，參加國民黨基隆市長黨內初選。
2014年1月16日，贏得黨內初選並將代表中國國民黨競選基隆市長。4月11日，社運人士包圍中正第一分局，他聲援警察並譴責太陽花學運浪費社會成本，指這是激發社會沉默的大多數不滿所致。
2014年6月，因涉嫌建商關說（違法興建樣品屋並順利推案）而被搜索，因涉及貪污治罪條例圖利罪，有逃亡及串證之虞，檢方在18日聲請羈押禁見。6月19日，基隆地院合議庭裁定以新台幣120萬交保限制出境，檢察官已當庭提出抗告，隨後臺灣高等法院撤銷交保裁定，發回地院更裁；6月20日，基隆地院裁定黃景泰200萬元交保，檢方再度抗告；6月21日，臺灣高等法院再度撤銷基隆地方法院交保裁定，發回地院更裁；6月22日基隆地方法院合議庭依然裁定200萬交保，但限制住居。7月7日，根據TVBS民調顯示，黃景泰支持率僅剩18%，大幅落後民進黨參選人林右昌的56%。台北市長郝龍斌（國民黨副主席，負責輔選基隆地區）晚間表示，從黃景泰的爭議和民調的結果，國民黨應該要重新考慮規畫提名適當人選，來爭取基隆的勝選。7月9日，因涉嫌圖利建商案導致民意支持度大跌，國民黨勸退未果後，下午國民黨中常會通過廢止提名黃景泰參選基隆市長。7月10日，表明參選到底。
2014年9月2日，黃景泰正式登記參選基隆市市長，使國民黨提案撤銷其黨籍。
2014年9月5日，上午8時30分基隆地方召開羈押庭，經歷將近十個小時的攻防，下午4時35分許進入評議。基隆地方法院於晚間6時45分，裁定黃景泰羈押獲准。
2014年9月10日，國民黨中常會通過決議開除基隆市議會議長黃景泰（脫黨參選基隆市長）、前新竹縣長鄭永金（脫黨參選新竹縣長）等2人黨籍。
2014年11月29日，黃景泰落選，因所得選票未達當選人林右昌的三分之一，未能獲得選舉補助款。
2015年8月28日，基隆地方法院認定黃景泰詐領議會公款近千萬元、月眉路拓寬工程中行賄議員觸犯貪污治罪條例等罪，合判處有期徒刑廿年，褫奪公權四年。黃景泰表示將提起上訴。
2017年6月14日，臺灣高等法院二審貪污罪改判刑期十五年、褫奪公權四年；月眉路案則查無對價關係，改判無罪。

## 選舉紀錄
| 年度 | 選舉屆數               | 選舉區           | 所屬政黨   | 得票數 | 得票率 | 當選標記     | 備註         |
| ---- | ---------------------- | ---------------- | ---------- | ------ | ------ | ------------ | ------------ |
| 1994 | 第十三屆基隆市議員選舉 | 基隆市第三選舉區 | 中國國民黨 | 2,850  | 22.82% |              | 選區第一高票 |
| 1998 | 第十四屆基隆市議員選舉 | 基隆市第六選舉區 | 中國國民黨 | 3,128  | 23.07% | 選區第一高票 |              |
| 2002 | 第十五屆基隆市議員選舉 | 基隆市第六選舉區 | 中國國民黨 | 3,651  | 28.76% | 選區第一高票 |              |
| 2005 | 第十六屆基隆市議員選舉 | 基隆市第六選舉區 | 中國國民黨 | 4,457  | 26.03% | 選區第一高票 |              |
| 2009 | 第十七屆基隆市議員選舉 | 基隆市第六選舉區 | 中國國民黨 | 4,199  | 26.95% |              |              |
| 2014 | 第十七屆基隆市市長選舉 | 基隆市           | 無黨籍     | 30,914 | 16.27% |              |              |

## 外部連結
- 黃景泰議員 （页面存档备份，存于）
- 黃景泰議員資訊